# العلاقات المجرية الكورية الشمالية
العلاقات المجرية الكورية الشمالية هي العلاقات الثنائية التي تجمع بين المجر وكوريا الشمالية.

## مقارنة بين البلدين
هذه مقارنة عامة ومرجعية للدولتين:
| وجه المقارنة                                              | المجر                                                       | كوريا الشمالية                        |
| --------------------------------------------------------- | ----------------------------------------------------------- | ------------------------------------- |
| المساحة (كم2)                                             | 93.04 ألف                                                   | 120.54 ألف                            |
| عدد السكان (نسمة)                                         | 9.78 مليون                                                  | 25.49 مليون                           |
| الكثافة السكانية (ن./كم²)                                 | 105.12                                                      | 211.47                                |
| العاصمة                                                   | بودابست                                                     | بيونغيانغ                             |
| اللغة الرسمية                                             | لغة مجرية                                                   | لغة كوريا الشمالية القياسية ‏          |
| العملة                                                    | فورنت مجري                                                  | وون كوري شمالي                        |
| الناتج المحلي الإجمالي (بليون دولار)                      | 139.14 مليار                                                |                                       |
| الناتج المحلي الإجمالي (تعادل القوة الشرائية) بليون دولار | 260.42 مليار                                                |                                       |
| الناتج المحلي الإجمالي الاسمي للفرد دولار أمريكي          | 12.36 ألف                                                   |                                       |
| الناتج المحلي الإجمالي للفرد دولار أمريكي                 | 25.07 ألف                                                   |                                       |
| مؤشر التنمية البشرية                                      | 0.828                                                       |                                       |
| رمز المكالمات الدولي                                      | +36                                                         | +850                                  |
| رمز الإنترنت                                              | .hu                                                         | .kp                                   |
| المنطقة الزمنية                                           | ت ع م+01:00، ت ع م+02:00، أوروبا/بودابست ‏، توقيت وسط أوروبا | ت ع م+08:30، ت ع م+08:30، ت ع م+09:00 |

## مدن متوأمة
في ما يلي قائمة باتفاقيات التوأمة بين مدن مجرية وكورية شمالية:
- ترتبط سيكشفهيرفار مع ساريوون باتفاقية توأمة منذ 28 أكتوبر 1978.

## منظمات دولية مشتركة
يشترك البلدان في عضوية مجموعة من المنظمات الدولية، منها:
| علم المنظمة | اسم المنظمة              | تاريخ انضمام المجر | تاريخ انضمام كوريا الشمالية |
| ----------- | ------------------------ | ------------------ | --------------------------- |
|             | يونسكو                   | 14 سبتمبر 1948     | 18 أكتوبر 1974              |
|             | الاتحاد البريدي العالمي  | ?                  | ?                           |
|             | الأمم المتحدة            | 14 ديسمبر 1955     | 17 سبتمبر 1991              |
|             | الاتحاد الدولي للاتصالات | 1866               | ?                           |

## وصلات خارجية
- موقع وزارة الخارجية المجرية
- موقع وزارة الخارجية الكورية الشمالية